# سیارک ۲۰۲۸
سیارک ۲۰۲۸ (به انگلیسی: 2028 Janequeo، نامگذاری:1968OB1) دو هزار و بیست و هشتمین سیارک کشف شده‌است که در ۱۸ ژوئیه ۱۹۶۸ کشف شد.
قدر مطلق سیارک برابر ۱۴٫۵۰ است.